# Progenitorceller

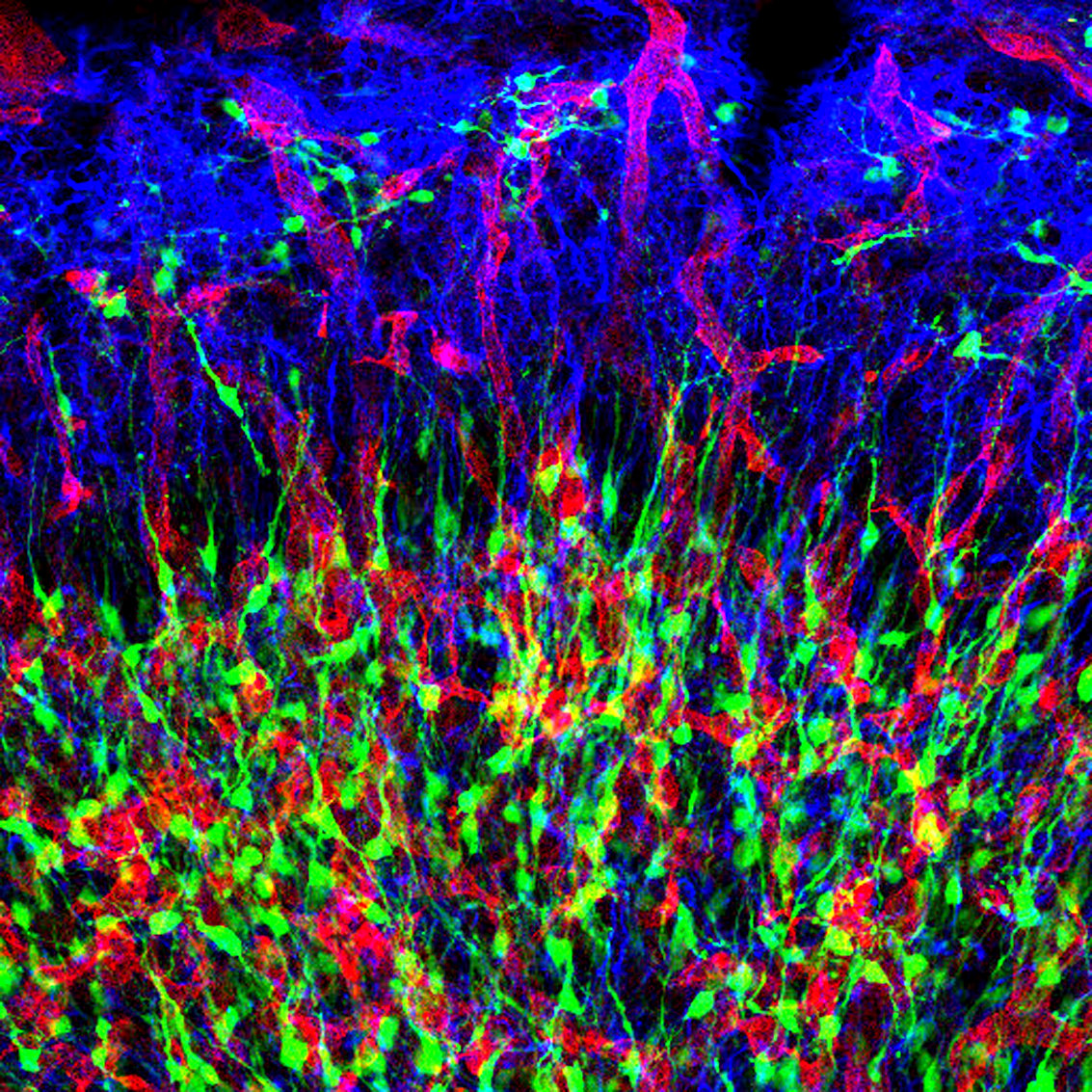
Neurala progenitorceller (gröna) i luktloben med astrocyter (blåa).

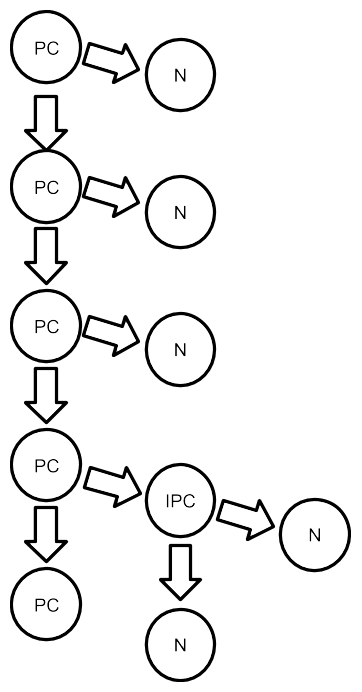
Exempel på ett delningsmönster för en progenitorcell (PC), vilket leder till produktionen av en mellanform-cell (IPC, intermediate progenitor cell). Båda cellerna producerar senare en eller två nervceller (N).

En progenitorcell är en biologisk cell som kan differentiera till en specifik celltyp. Progenitorceller delar denna förmåga med stamceller, men stamceller är mindre specificerade än progenitorceller. Progenitorceller kan enbart differentiera till sin "måltyp" av cell.
En annan viktig skillnad mellan stamceller och progenitorceller är att stamceller kan dela sig i det oändliga, medan progenitorceller bara kan dela sig ett visst antal gånger. Den exakta definitionen av dessa celler är fortfarande kontroversiell och konceptet anses fortfarande vara under utvecklingen inom forskningen. 
Termerna "progenitorceller" och "stamceller" anses därför ibland synonyma. 